# إيفوا دوركينو
إيفوا دوكينو (بالإنجليزية: Efua Dorkenoo) ولدت في 6 سبتمبر عام 1949 وتوفت في 18 أكتوبر 2014 وهي معروفة باسم (ماما إيفوا )، كانت إيفوا دوركينو مناضلة بريطانية غانية ضد عمليات ختان الإناث، وكانت إيفوا رائدة في الحركة العالمية لإنهاء مثل تلك الممارسات ضد المرأة لقد عملت بشكل دولي لأكثر من ثلاثين عاماحتى ترى الحملة الخاصة بمناهضة عمليات ختان الإناث «تنتقل من مرحلة نقص الاعتراف بالمشكلة بالنسبة للحكومات إلى مشكلة رئيسية وملحة في مختلف أنحاء العالم».

## بداية حياتها
ولدت إيفوا في مدينة كيب كوست في غانا حيث درست في مدرسة ويسلي الثانوية للبنات، وانتقلت إلى مدينة لندن وعمرها 19 عاما لدراسة التمريض ثم حصلت لاحقا على درجة الماجستير من كلية لندن للصحة والطب الاستوائي وزمالة بحثية في جامعة سيتي بلندن. وعملت كممرضة في عدد مختلف من المستشفيات ومنها المستشفى الملكية الحرة 
عملها بالحملات
انضمت إيفوا لفريق حقوق الأقليات وسافرت إلى أجزاء مختلفة من أفريقيا لجمع المعلومات عما نشر في التقارير الأولى المنشورة في عام 1980 عن ختان الإناث، وفي عام 1983 أسست إيفوا مؤسسة المرأة للصحة والبحث والتنمية وهي منظمة بريطانية غير حكومية تدعم النساء الذين مروا بتجربة ختان الإناث كما أنها تحاول أن تقضي على مثل تلك الممارسات